# 남창로 (울산)
남창로(Namchang-ro)는 울산광역시 울주군 온양읍 운화리와 남구 두왕동 두왕사거리를 잇는 울산광역시의 도로이다.

## 역사
- 1980년 10월 2일 : 양산군 일광면 이천리 ~ 울주군 청량면 동천리 총 2.093km 구간 개통, 기존 2.356km 구간 폐지[1]
- 1997년 12월 27일 : 좌천 ~ 울산간 도로(부산광역시 기장군 장안읍 기룡리 ~ 울산광역시 울주군 청량면 개곡리) 17.12km 구간 개통, 기존 17.52km 구간 폐지[2]
- 2001년 3월 22일 : 두왕사거리 ~ 덕하 ~ 온양읍 시계 15.12km 구간을 남창로로 명명하고 울산광역시도 41호선 부여[3]
- 2009년 7월 10일 : 2개 이상 시·도에 걸쳐 있는 도로로 남창로를 고시[4]

## 주요 경유지
울산광역시
- 울주군 (온양읍 · 청량읍) - 남구 (옥동)

## 노선
| 이름                        | 접속 노선                                                                        | 소재지          | 소재지          | 비고               |
| 기장대로와 직결             | 기장대로와 직결                                                                  | 기장대로와 직결 | 기장대로와 직결 | 기장대로와 직결    |
| --------------------------- | -------------------------------------------------------------------------------- | --------------- | --------------- | ------------------ |
| 운화리                      | 대운상대길 음달길                                                                | 울주군          | 온양읍          | 국도 제14호선 구간 |
| 운화교                      |                                                                                  | 울주군          | 온양읍          | 국도 제14호선 구간 |
| 온양사거리                  | 광청로 온양로                                                                    | 울주군          | 온양읍          | 국도 제14호선 구간 |
| 남창삼거리                  | 남창강변로                                                                       | 울주군          | 온양읍          | 국도 제14호선 구간 |
| 남창1교 남창2교             |                                                                                  | 울주군          | 온양읍          | 국도 제14호선 구간 |
| 외고산삼거리                | 외고산길                                                                         | 울주군          | 온양읍          | 국도 제14호선 구간 |
| 온산삼거리                  | 덕신로                                                                           | 울주군          | 온양읍          | 국도 제14호선 구간 |
| 망양삼거리                  | 덕망로                                                                           | 울주군          | 온양읍          | 국도 제14호선 구간 |
| 원동삼거리                  | 원동3길                                                                          | 울주군          | 온양읍          | 국도 제14호선 구간 |
| 동천1교                     |                                                                                  | 울주군          | 온양읍          | 국도 제14호선 구간 |
| 청량읍                      |                                                                                  | 울주군          |                 | 국도 제14호선 구간 |
| 동천2교 동천3교             |                                                                                  | 울주군          |                 | 국도 제14호선 구간 |
| 제네삼거리                  | 덕하로                                                                           | 울주군          |                 | 국도 제14호선 구간 |
| 청량 나들목 (청량IC 교차로) | 65호선 동해고속도로 신항로                                                       | 울주군          |                 | 국도 제14호선 구간 |
| 덕정 교차로 (덕정교)        | 삼정로                                                                           | 울주군          |                 | 국도 제14호선 구간 |
| 개산교                      |                                                                                  | 울주군          |                 | 국도 제14호선 구간 |
| 개산 교차로                 | 청량천변로                                                                       | 울주군          |                 | 국도 제14호선 구간 |
| 신두왕사거리                | 국도 제14호선 국도 제31호선 (청량로)                                             | 울산광역시      | 남구            | 국도 제14호선 구간 |
| 신두왕사거리                | 국도 제14호선 국도 제31호선 (청량로)                                             | 울산광역시      | 남구            | 국도 제31호선 구간 |
| 옥동교                      |                                                                                  | 울산광역시      | 남구            |                    |
| 두왕사거리                  | 국도 제31호선 (두왕로) 울산광역시도 41호선 (산업로) 울산광역시도 51호선 (온산로) | 울산광역시      | 남구            |                    |